# 洗礼者聖ヨハネの首を持つサロメ (レーニ)
『洗礼者聖ヨハネの首を持つサロメ』 （せんれいしゃせいヨハネのくびをもつサロメ、伊: Salomè con la testa di San Giovanni Battista、英: Salome with the Head of Saint John the Baptist）は、17世紀イタリア・バロック期のボローニャ派の巨匠グイド・レーニが1635-1645年にキャンバス上に油彩で制作した絵画である。1647年までにジロラモ・コロンナ枢機卿に取得された作品で、少なくとも1783年までコロンナ家に継承されたが、その後イギリスに渡った。1960年にシカゴ美術館に購入されて以来、同美術館に所蔵されている。

## 作品
『新約聖書』の「マタイによる福音書」 (14章1-12)、「マルコによる福音書」 (6章14-29)、「ルカによる福音書」 (3章19-20、9章7-9) によれば、洗礼者聖ヨハネは、権勢を誇ったヘロデ王が弟の妻ヘロディアと罪深き結婚したことを批判したために投獄された。ヘロデ王はヨハネを聖人と考えていたため殺すことまではしなかったが、妻のヘロディアはヨハネを憎んでいたため殺そうと考えていた。

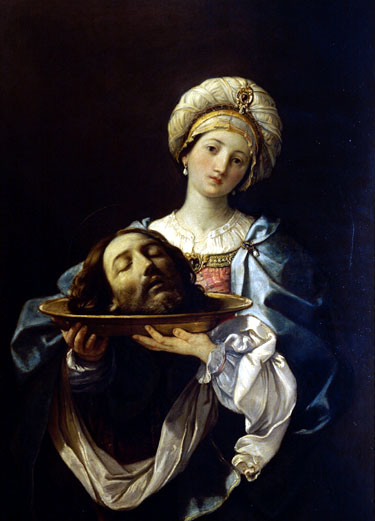
グイド・レーニ 『洗礼者聖ヨハネの首を持つサロメ』(1638-1639年ごろ)、コルシーニ絵画館、ローマ

ヘロデ王の誕生日のことであった。ヘロディアの娘であり、ヘロデ王の継娘 (後にサロメと同一視された) が魅惑的に踊って、大喝采を浴びる。ヘロデ王が人々の前でサロメに褒美として望むものを何でも与えるというと、母のヘロディアはサロメにヨハネの首を望むようにそそのかす。ヘロデ王は困惑したが、約束をしたために断れず、ヨハネは首ははねられることとなった。
このエピソードはイタリア美術、特に北イタリアの美術において好まれたもので、ずっと人気があったが、それは宗教性、バイオレンス、エロティシズムを組み合わせた物語であったからである。未完成の本作には、サロメがヨハネの首を受け取る場面が描かれている。その恐ろしい主題にもかかわらず、作品はレーニの晩年様式の特徴である優雅な動き、繊細な色彩、そして透明な彩色を示している。なお、レーニは、本作とほぼ同時期 (1638-1639年ごろ) の制作と見られる、構図の異なる『洗礼者聖ヨハネの首を持つサロメ』 (コルシーニ絵画館、ローマ) も描いている。